# Njankopon
Njankopon – „Zaprawdę Wielki Njame”, jeden z wielkich bogów ludu Akan z Ghany (obok Njame i Odomankomy).
Pierwotnie był bóstwem klanowym które z czasem przekształciło się w boga nieba i płodności. Aszantowie widzą w nim boga Słońca uosobionego w osobie króla.